# UIAGM
UIAGM – Union Internationale des Associations de Guides de Montagnes (Międzynarodowa Federacja Stowarzyszeń Przewodników Górskich), międzynarodowa organizacja przewodników górskich powstała w 1965 roku w Zermatt (Szwajcaria). Założona została przez przedstawicieli organizacji francuskich, austriackich i szwajcarskich jako fundament dla międzynarodowej federacji skupiającej niektóre stowarzyszenia przewodników górskich.
Znana pod 3 nazwami (skrótami):

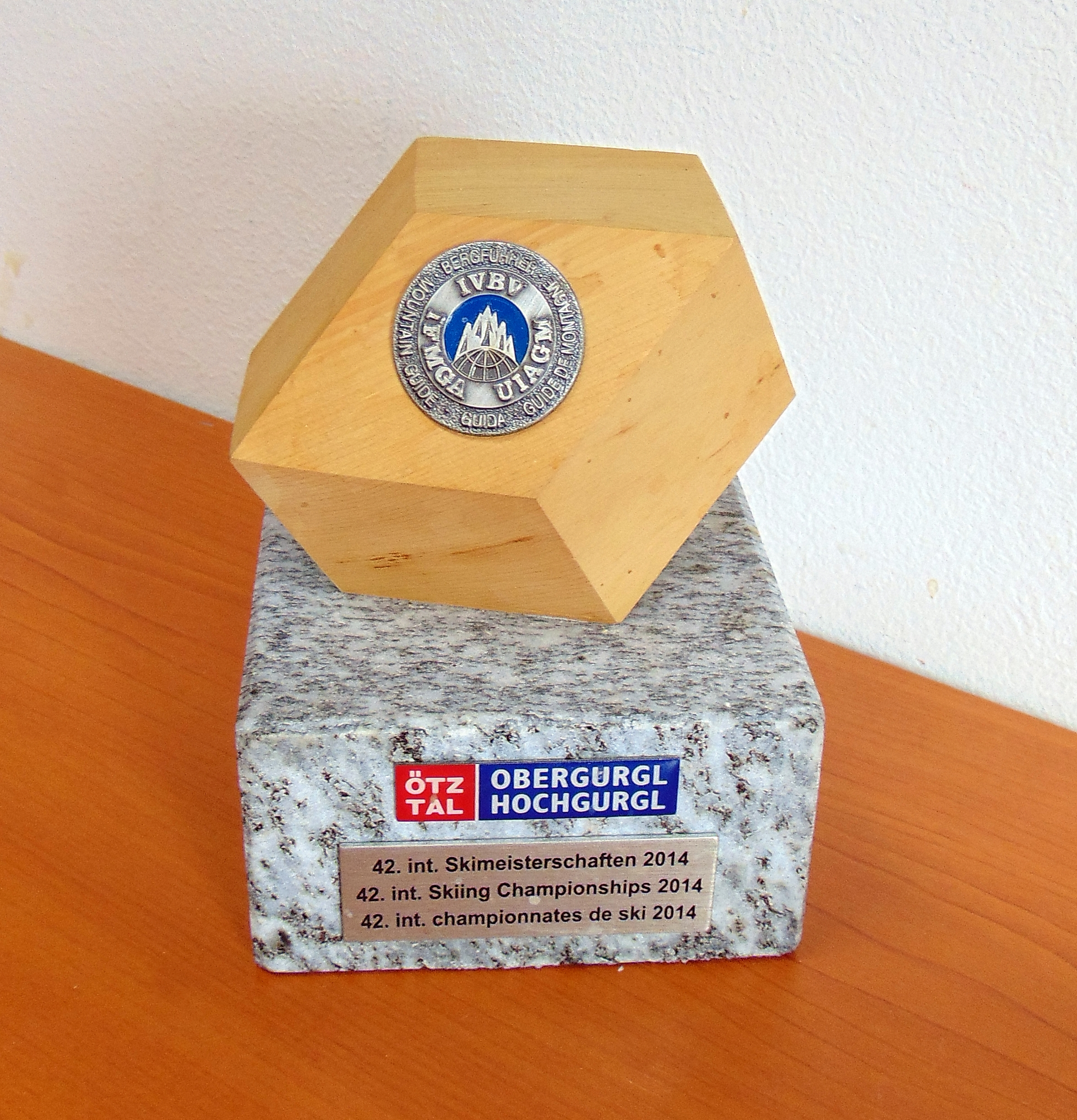
Pamiątka z 42 Międzynarodowych Mistrzostw Narciarskich Przewodników Górskich, organizator zawodów IFMGA

- UIAGM, Union Internationale des Associations de Guides de Montagnes (francuski)
- IVBV, Internationale Vereinigung der Bergführerverbande (niemiecki)
- IFMGA, International Federation of Mountain Guide Associations (angielski)

W Polsce członkiem UIAGM jest Polskie Stowarzyszenie Przewodników Wysokogórskich.